# Eucnide urens
Eucnide urens là một loài thực vật có hoa trong họ Loasaceae. Loài này được Parry mô tả khoa học đầu tiên năm 1875.

## Hình ảnh

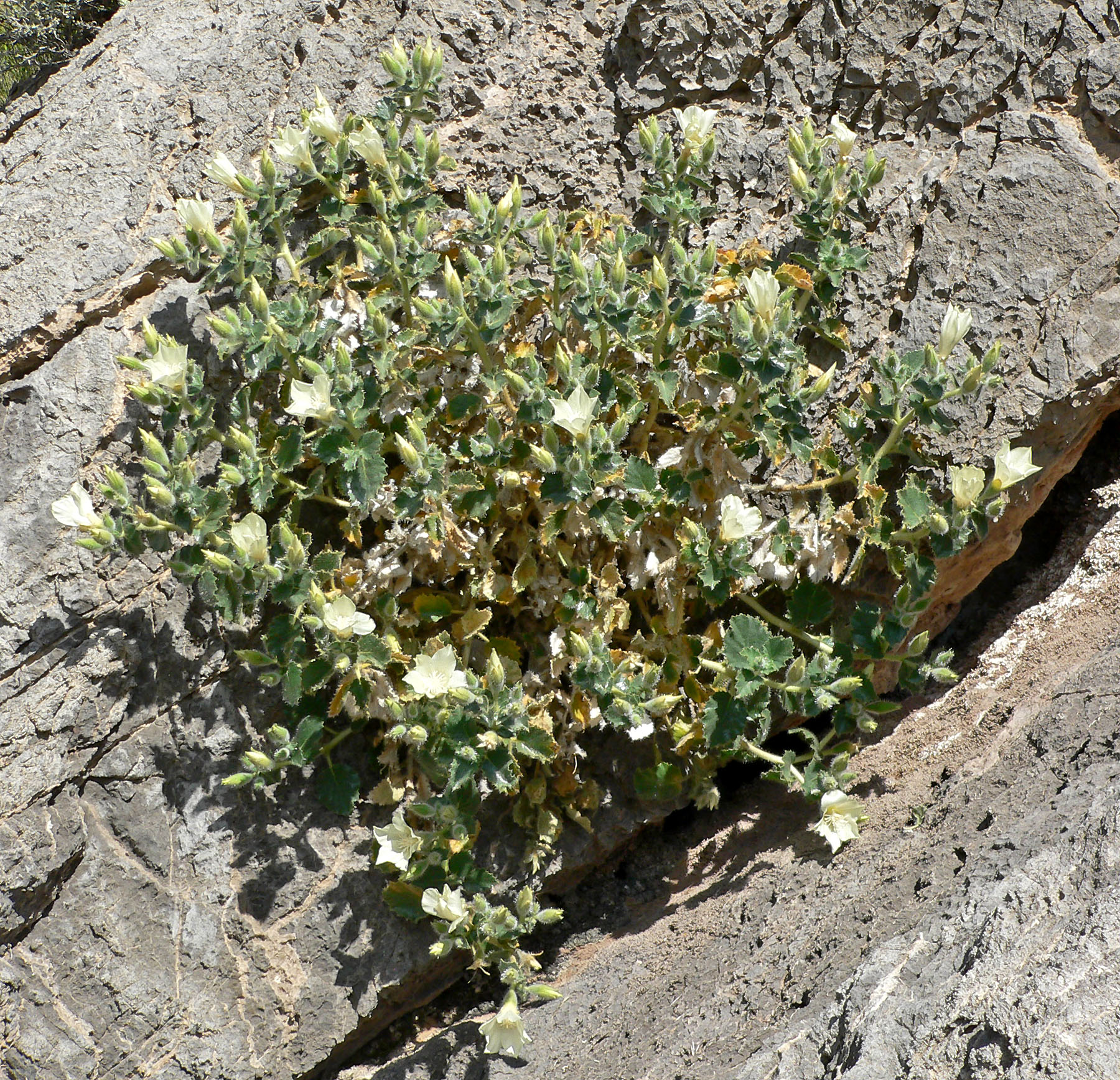
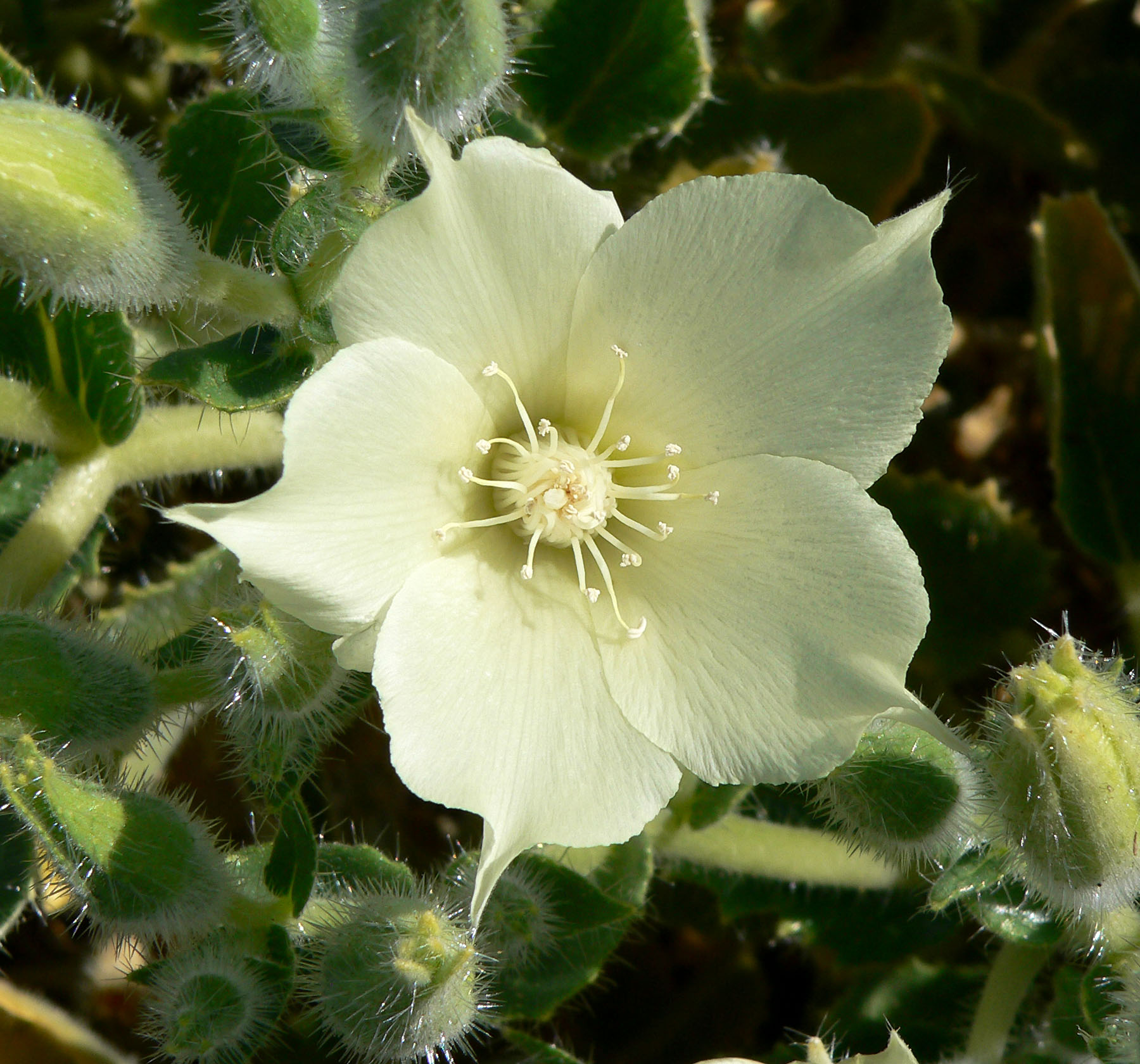
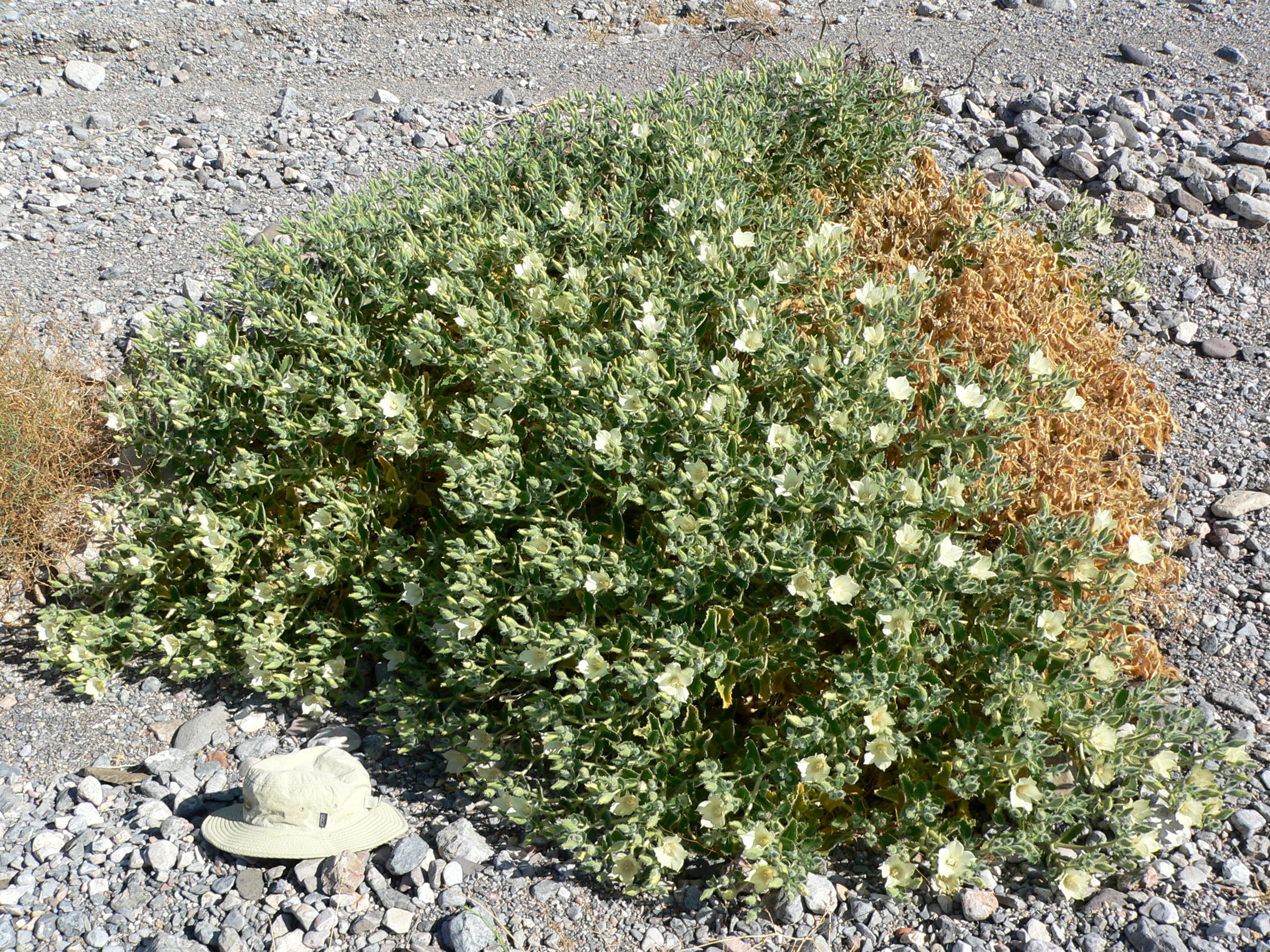
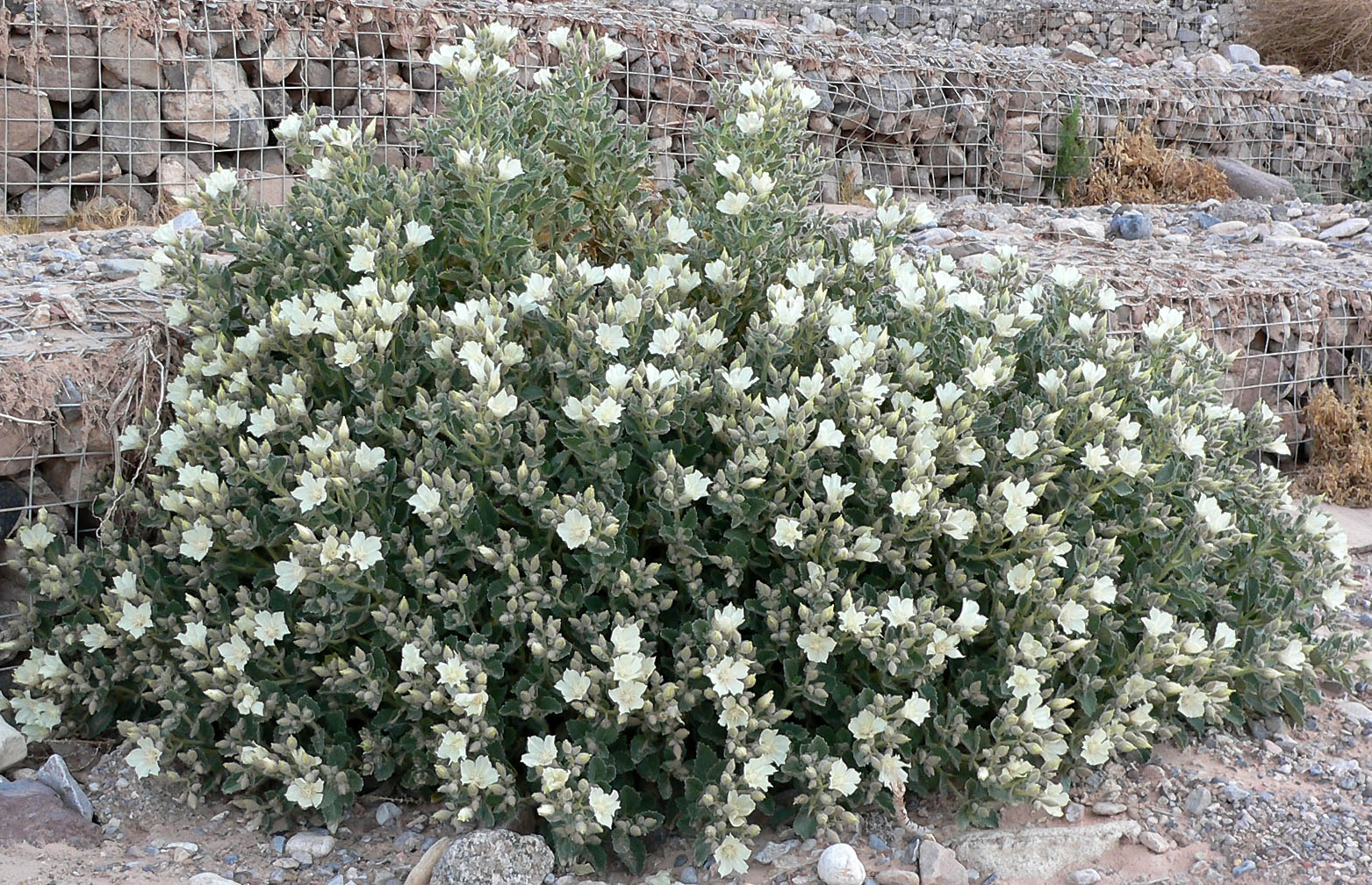